# Patricia (Schiff, 1982)
Die Patricia ist ein Mehrzweckschiff des Trinity House, der Leuchtfeuerverwaltung für England, Wales und die übrigen britischen Hoheitsgewässer.

## Einsatz
Das Schiff dient dem Trinity House in erster Linie als Tonnenleger und für die Instandhaltung und Versorgung der Leuchttürme und Seezeichen in den Küstengewässern von England, Wales und den Kanalinseln. Außerdem kann das Schiff für Vermessungsaufgaben und bei der Wracksuche eingesetzt werden.

## Geschichte
Das Schiff wurde unter der Baunummer 530 bei Robb Caledon Shipbuilders in Leith gebaut. Der Stapellauf erfolgte am 30. September 1981. Fertiggestellt und abgeliefert wurde das Schiff im Mai 1982. Taufpatin des Schiffes war Penelope Knatchbull, Countess Mountbatten of Burma.

## Technische Daten und Ausstattung
Der Antrieb des Schiffes erfolgt dieselelektrisch. Für die Stromerzeugung stehen vier Ruston-Dieselmotoren (Typ: 6RKCZ) mit jeweils 750 kW Leistung und zwei Ruston-Dieselmotoren (Typ: 4AP230Z) mit jeweils 240 kW Leistung als Hilfsmotoren zur Verfügung, die Generatoren antreiben. Die Propulsion erfolgt durch zwei BBC-Elektromotoren mit jeweils 1.120 kW Leistung, die auf zwei Festpropeller wirken. Das Schiff ist mit einem Bugstrahlruder mit 690 kW Leistung ausgerüstet.
Das Schiff bietet Platz für 46 Personen, die in 34 Einzel- und sechs Doppelkabinen untergebracht werden können. An Bord stehen u. a. ein Konferenzraum, ein Büro, eine Messe, mehrere Aufenthaltsräume, ein Fitnessraum und eine Werkstatt zur Verfügung. Im Achterschiffsbereich befindet sich ein Hubschrauberlandedeck, das mit 10 t belastet werden kann.
Vor den Decksaufbauten befindet sich ein 80 m² großes, offenes Arbeitsdeck mit einem Kran, der 20 t heben kann.
Das Schiff ist mit mehreren Echolot- und Sonaranlagen sowie zwei Spills (je 14 t) und einer Schleppwinde (30 t) ausgerüstet. Der Pfahlzug des Schiffes beträgt 28 t.
Das Schiff kann bis zu 21 Tage auf See bleiben.

## Sonstiges
Zwischen April und Oktober stehen sechs Doppelkabinen für Passagiere zur Verfügung, die ein- oder zweiwöchige Reisen an Bord buchen können.